# Damnation and a Day
Albums de Cradle of Filth
Live Bait for the Dead
(2002) Nymphetamine
(2004)
Damnation And A Day : From Genesis to Nemesis est le cinquième album studio du groupe de metal extrême britannique Cradle of Filth. L'album est sorti le 25 mars 2003 chez AbraCadaver (Sony Music pour l'Angleterre). L'album a été composé avec l'orchestre symphonique de Budapest.
C'est le seul album de Cradle of Filth où une seule guitare est utilisée en permanence. Gian Pyres a quitté le groupe peu de temps avant l'écriture et l'enregistrement de l'album. En conséquence, Martin Powell a enregistré quelques parties de guitare sur cet album en plus des claviers et du violon. Une grande partie des paroles de l'album ont été inspirées par le poème de John Milton intitulé Paradise Lost.
Une vidéo a été tournée pour les titres Babylon AD (So Glad For The Madness) et Mannequin, qui sont également sortis en single DVD. Le titre Carrion a été utilisé pour la bande-son du film d'animation Dominator, où Dani Filth a d'ailleurs fait la voix du personnage éponyme. Le titre Doberman Pharaoh est écrit Doberman Pharaoh or Destiny Wore A Bondage Mask dans le livret à l'intérieur du disque, mais pas sur la face arrière de la pochette.

## Composition
- Dani Filth – Chant
- Paul Allender – Guitare
- Martin Powell – Guitare/Claviers/Violon
- Dave Pybus – Basse
- Adrian Erlandsson – Batterie
- Sarah Jezebel Deva – Voix de fond

## Titres
| 1. | A Bruise Upon the Silent Moon (intro instrumentale) | 2:04 |
| 2. | The Promise of Fever                                | 5:56 |
| 3. | Hurt and Virtue                                     | 5:24 |
| 4. | An Enemy Led the Tempest                            | 6:12 |

| 5. | Damned in Any Language (A Plague on Words) (intro instrumentale) | 1:57 |
| 6. | Better to Reign in Hell                                          | 6:12 |
| 7. | Serpent Tongue                                                   | 5:10 |
| 8. | Carrion                                                          | 4:43 |

| 9.  | The Mordant Liquor of Tears (intro instrumentale) | 2:35 |
| 10. | Presents From the Poison Hearted                  | 6:20 |
| 11. | Doberman Pharaoh                                  | 6:04 |
| 12. | Babalon A.D. (So Glad for the Madness)            | 5:38 |

| 13. | A Scarlet Witch Lit the Season (intro instrumentale) | 1:35 |
| 14. | Mannequin                                            | 4:27 |
| 15. | Thank God for the Suffering                          | 6:13 |
| 16. | The Smoke of Her Burning                             | 5:00 |
| 17. | End of Daze (outro instrumentale)                    | 1:25 |